# Pazo de Vilane

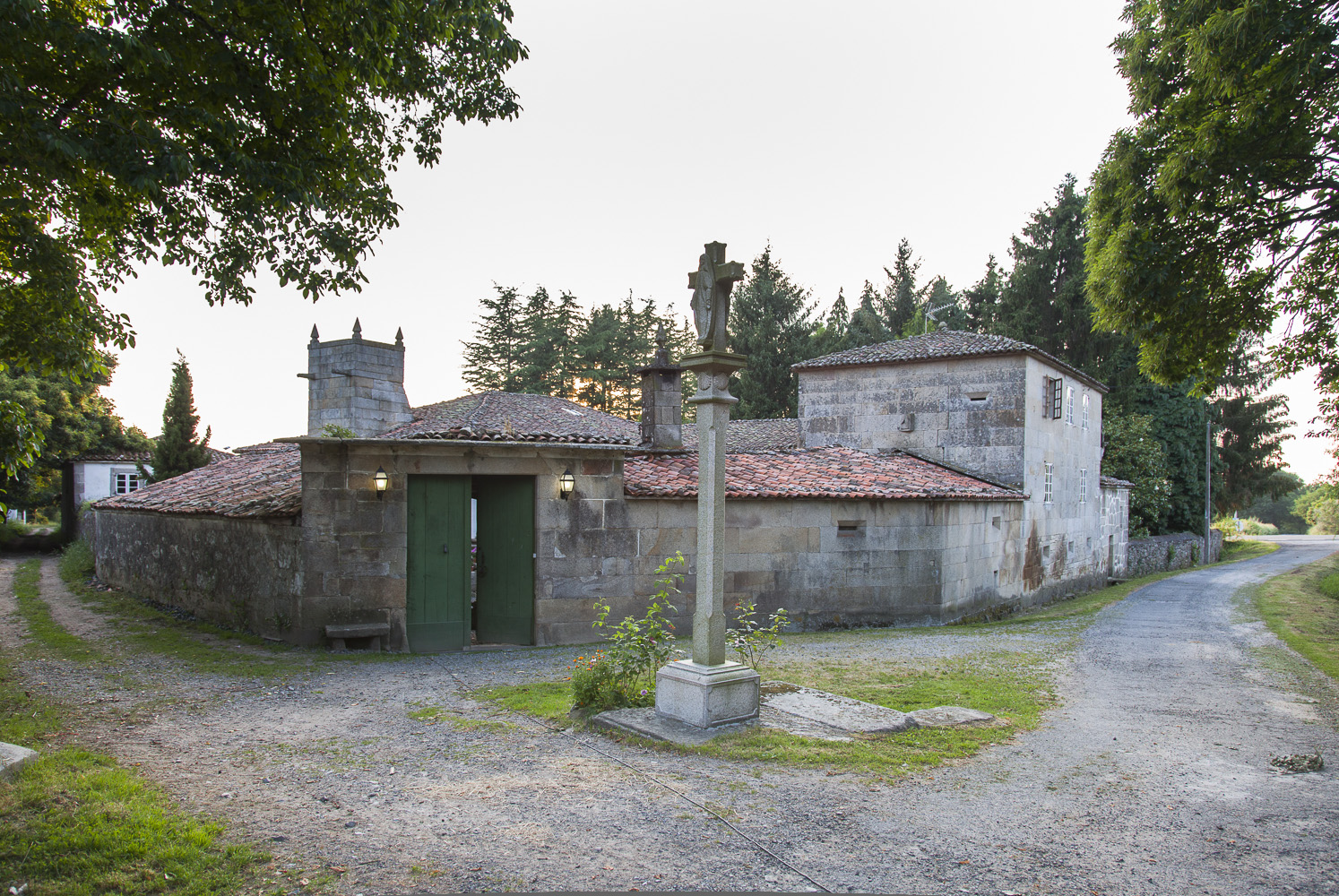
Pazo de Vilane, en Antas de Ulla, Lugo.

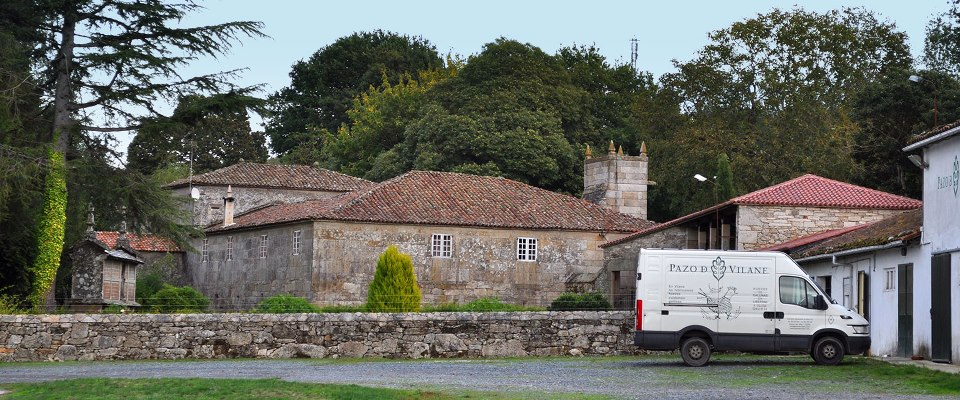
Pazo de Vilane.

El pazo de Vilane está situado en Antas de Ulla, provincia de Lugo, España.

## Características
El pazo de Vilane tiene probablemente su origen hacia finales del siglo XVII, afín a otras casas señoriales de la Comarca da Ulloa. Tuvo una notable reconstrucción a comienzos del siglo XIX sobre otras intervenciones claramente barrocas, resolviéndose en un conjunto completo y armonioso con los usos característicos a su tipología.
El pazo está trazado en una planta en forma de U, con desigual longitud en cada una de sus alas, siendo la más corta en uno de los laterales, donde se encuentra una torre característica. 
En línea con la torre, en la parte posterior de la vivienda, se encuentra la capilla, de ejecución discreta pero delicada. Ofrece una peculiar colocación de la espadaña debido a su posterior incorporación al edificio del pazo.
Una airosa solana corre a lo largo de los otros dos cuerpos que albergan amplias dependencias vivideras, mirando hacia el interior del patio de entrada. El acceso se realiza a través de un sólido portón tras el cual se desarrolla un holgado soportal.
Los edificios que integran el pazo han sido ejecutados en cuidadosa cantería de piedra. 
En la parte posterior del edificio principal y dentro del cierre general del pazo se encuentra la palleira y el hórreo.

## Actualidad
En la década de los 1990, Juan Varela-Portas y Pardo comienza a dar los primeros pasos hacia la rehabilitación de las construcciones, con una clara vocación de recuperación respetuosa del patrimonio arquitectónico de Galicia. Sus tres líneas de actuación son: la recuperación de patrimonio, el desarrollo sostenible de la comarca y el entorno natural. 
En 1996, la hija menor de Juan Varela-Portas y Pardo, Nuria Varela-Portas, encabeza la iniciativa familiar que nace con el propósito de desarrollar un proyecto sostenible e innovador que elabore productos de forma cuidada y con carácter artesanal. De esta forma, Pazo de Vilane se convierte en un proyecto pionero en la producción de huevo de gallinas camperas o huevo de gallinas en libertad en Galicia, reactivando la economía rural, dando especial atención al papel y desarrollo de la mujer.
También, fomenta la cultura en la comarca da Ulloa con la realización de conciertos de música clásica y otras actividades sociales se vienen desarrollando de forma abierta y gratuita desde 2000.